# Pechs-de-l'Espérance
Pechs-de-l'Espérance es una comuna nueva francesa situada en el departamento de Dordoña, de la región de Nueva Aquitania.

## Historia
Fue creada el 1 de enero de 2022, en aplicación de una resolución del prefecto de Dordoña de 27 de septiembre de 2021 con la unión de las comunas de Cazoulès, Orliaguet y Peyrillac-et-Millac, pasando a estar el ayuntamiento en la antigua comuna de Peyrillac-et-Millac.

## Demografía
Según los datos aportados en la resolución del prefecto de Dordoña, la comuna se crea con 799 habitantes.

## Composición
| Comuna delegada     | Código INSEE | Población (2020) | Superficie (km²) | Densidad (hab./km²) |
| ------------------- | ------------ | ---------------- | ---------------- | ------------------- |
| Cazoulès            | 24089        | 449              | 3.52             | 128                 |
| Orliaguet           | 24314        | 110              | 9.23             | 12                  |
| Peyrillac-et-Millac | 24325        | 201              | 6.94             | 29                  |